# Tornado w San Justo
Tornado w San Justo – tornado, które uderzyło w miasto San Justo w prowincji Santa Fe w Argentynie, dnia 10 stycznia 1973. Tornado spowodowało śmierć 65 osób, 350 zostało rannych oraz 500 domów zostało zniszczonych lub uszkodzonych. Tornado osiągnęło siłę F5 w Skali Fujity.